# Malling (Danemark)
Pour les articles homonymes, voir Malling (homonymie).
 (mai 2022).
La mise en forme du texte ne suit pas les recommandations de Wikipédia : il faut le « wikifier ».
Les points d'amélioration suivants sont les cas les plus fréquents. Le détail des points à revoir est peut-être précisé sur la page de discussion.
- Les titres sont pré-formatés par le logiciel. Ils ne sont ni en capitales, ni en gras.
- Le texte ne doit pas être écrit en capitales (les noms de famille non plus), ni en gras, ni en italique, ni en « petit »…
- Le gras n'est utilisé que pour surligner le titre de l'article dans l'introduction, une seule fois.
- L'italique est rarement utilisé : mots en langue étrangère, titres d'œuvres, noms de bateaux, etc.
- Les citations ne sont pas en italique mais en corps de texte normal. Elles sont entourées par des guillemets français : « et ».
- Les listes à puces sont à éviter, des paragraphes rédigés étant largement préférés. Les tableaux sont à réserver à la présentation de données structurées (résultats, etc.).
- Les appels de note de bas de page (petits chiffres en exposant, introduits par l'outil «  Source ») sont à placer entre la fin de phrase et le point final[comme ça].
- Les liens internes (vers d'autres articles de Wikipédia) sont à choisir avec parcimonie. Créez des liens vers des articles approfondissant le sujet. Les termes génériques sans rapport avec le sujet sont à éviter, ainsi que les répétitions de liens vers un même terme.
- Les liens externes sont à placer uniquement dans une section « Liens externes », à la fin de l'article. Ces liens sont à choisir avec parcimonie suivant les règles définies. Si un lien sert de source à l'article, son insertion dans le texte est à faire par les notes de bas de page.
- La présentation des références doit suivre les conventions bibliographiques. Il est recommandé d'utiliser les modèles {{Ouvrage}}, {{Chapitre}}, {{Article}}, {{Lien web}} et/ou {{Bibliographie}}. Le mode d'édition visuel peut mettre en forme automatiquement les références.
- Insérer une infobox (cadre d'informations à droite) n'est pas obligatoire pour parachever la mise en page.

Pour une aide détaillée, merci de consulter Aide:Wikification.
Si vous pensez que ces points ont été résolus, vous pouvez retirer ce bandeau et améliorer la mise en forme d'un autre article.
Malling est une ville de 6 194 habitants (2020)  située à près de 13 kilomètres d'Aarhus C, à l'est du Jutland. Elle est située à l'extrême sud de la municipalité d'Aarhus et appartient donc à la région du Jutland central. Malling s'est agrandie en 2012 en fusionnant avec Beder pour former la ville de Beder-Malling (8 898 habitants, 2020) selon la méthode de calcul de Denmarks Statistik.
La ville de Malling s'est considérablement développée au sud, surtout depuis 2015. En 2015, il a été décidé de construire un rond-point sur Oddervej au sud de Malling. Un magasin Netto agrandi et de nouvelles zones résidentielles qui étaient déjà en construction se trouvent à proximité de ce rond-point. De 2015 à 2020, près de 800 nouveaux logements ont été construits au sud de Malling. Le dernier développement, Serienedal, a commencé vers 2019 et couvrira une nouvelle grande zone tout en préservant des zones pittoresques. Serinedal sera une zone variée avec un mélange de parcelles de villas, de maisons mitoyennes et d'immeubles résidentiels ainsi que de grandes parcelles réservées à l'accueil de jour et au logement.
On s'attend à ce que le sud de la ville poursuive son développement dans les années à venir.

## L'église
En 1245, "Malling" s'appelait Malend (du vieux norrois mol = "banc de cailloux" + le suffixe -und = "qui est pourvu de"). Le mot signifie donc "le lieu avec la colline rocheuse", qui caractérise également la ville et ses terres. En effet, elle est centrée autour d'une colline sur laquelle se trouvait l'église de Malling fortifiée. Aujourd'hui, le mur est presque intact et témoigne d'une fortification très forte autour de l'église. L'église actuelle a été construite au XIIIe siècle et est aujourd'hui située au centre de la ville.

## Histoire
En 1682, le village de Malling comprenait 13 fermes, 5 maisons avec des terres et 4 maisons sans terres. La superficie totale cultivée était de 530,4 acres, dont 84,54 acres de céréales. La forme de culture était l'usage forcé (deux poutres avec la rotation 4/4 + 1 étaient semées chaque année).
En 1879, la ville est décrite comme suit : « Malling avec église et école, près de la ville un moulin à vent ».
Au tournant du siècle, la ville était décrite comme suit : « Malling (1245 : Malend, 1470 : Malingh), au bord de la route, avec église, école, école technique (fondée en 1897), école agricole (fondée en 1889), hospice (fondé en 1872, avec 40 lits), cabinet médical, laiterie, moulin à vapeur (société), scierie, auberge, chemin de fer, télégraphe et téléphone, et bureau de poste ».
La ville de Malling, dotée d'une gare, comptait 640 habitants en 1906, 672 en 1911, 660 en 1916.
La ville de Malling, dotée d'une gare, comptait 703 habitants en 1921, 666 en 1925, 745 en 1930, 745 en 1935, 725 en 1940. En 1930, la répartition des professions était la suivante : 74 vivaient de l'agriculture, 307 de l'artisanat et de l'industrie, 71 du commerce, 47 du transport, 108 de services, 69 du ménage, 67 étaient sans activité et 4 n'avaient pas de revenus déclarés.
Après la Seconde Guerre mondiale, Malling est progressivement devenue une ville satellite d'Aarhus. Malling comptait 718 habitants en 1945, 860 en 1950, 896 en 1955, 955 en 1960  et 1 287 habitants en 1965. En 1965, la répartition des professions était la suivante : 54 vivaient de l'agriculture, 368 de l'industrie et de l'artisanat, 118 du bâtiment, 154 du commerce, 130 des transports, 214 de l'administration et professions libérales, 36 d'autres professions de services, 192 de rentes et 21 n'avaient pas indiqué leur source de revenu. En 1962, un schéma directeur de la ville de Malling est élaboré. Il prévoyait un développement industriel à l'ouest de la route menant à Aarhus au nord-ouest de la ville, ainsi qu'un développement de l'immobilier résidentiel à l'est et au sud.

## Les prés au nord de la ville

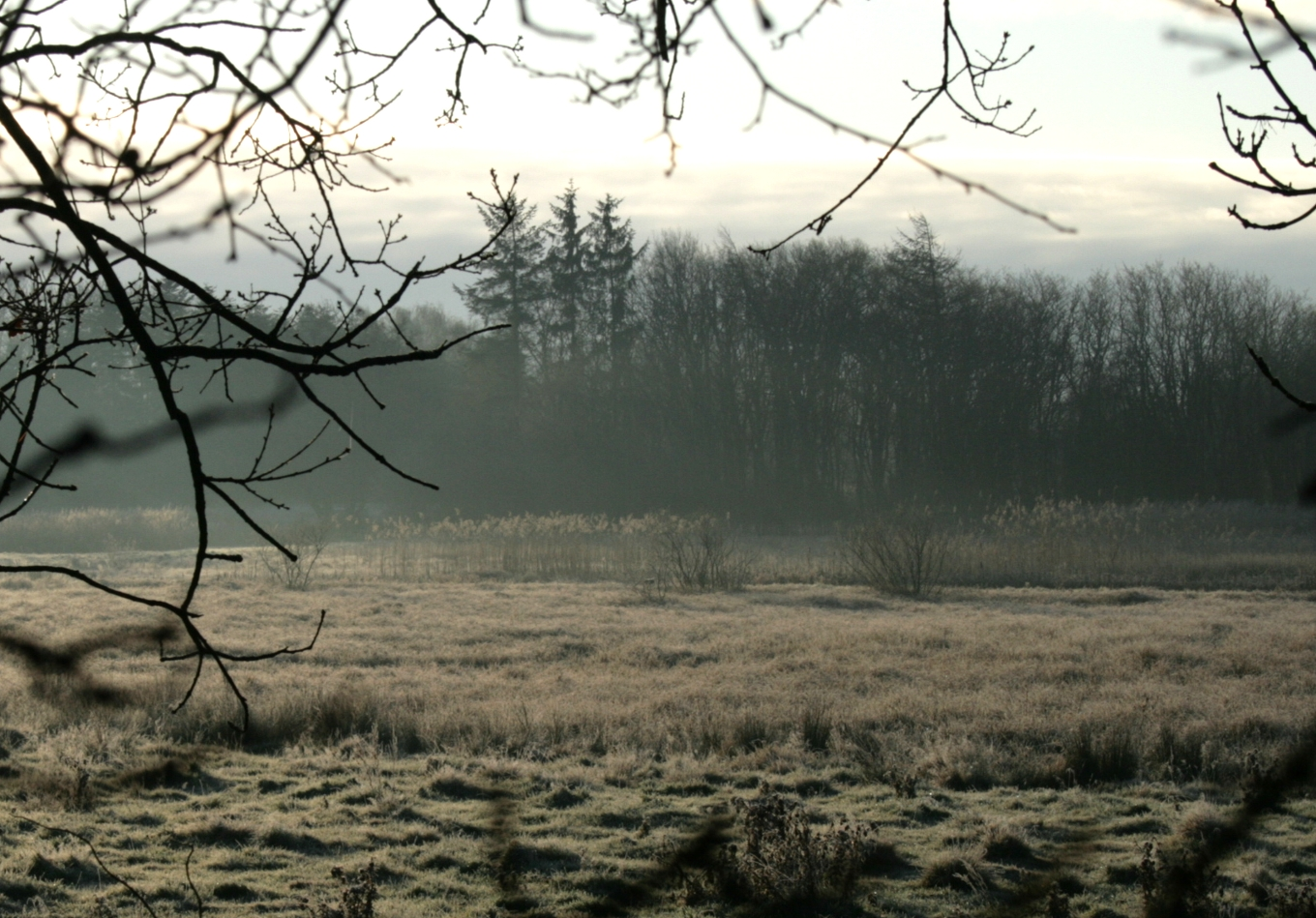
Les prairies au nord-est de Malling.

Depuis les temps anciens, les terres de la ville ont été séparées de celles de Beder par une grande zone de tourbière. Elle est aujourd'hui partiellement drainée, mais alimente toujours le ruisseau « Hovedgrøften », qui se déverse dans la rivière Giber au nord de Beder. Au milieu de la tourbière et un peu au sud-est de la petite forêt appelée Egelund, un grand réservoir de débordement pour les eaux de pluie a été creusé. C'est un lieu de repos et de reproduction bienvenu pour les oiseaux aquatiques.

## La ville aujourd'hui
Les liens avec les villages environnants sont clairs et Malling a dominé la petite ville voisine de Beder, dont la population a cependant dépassé celle de Malling au cours des 50 dernières années. Bien que de nombreux magasins aient été convertis en maisons privées, le centre-ville historique de Malling a été préservé et l'ancienne route principale, Bredgade, est toujours l'artère de transport centrale et importante à travers la ville.

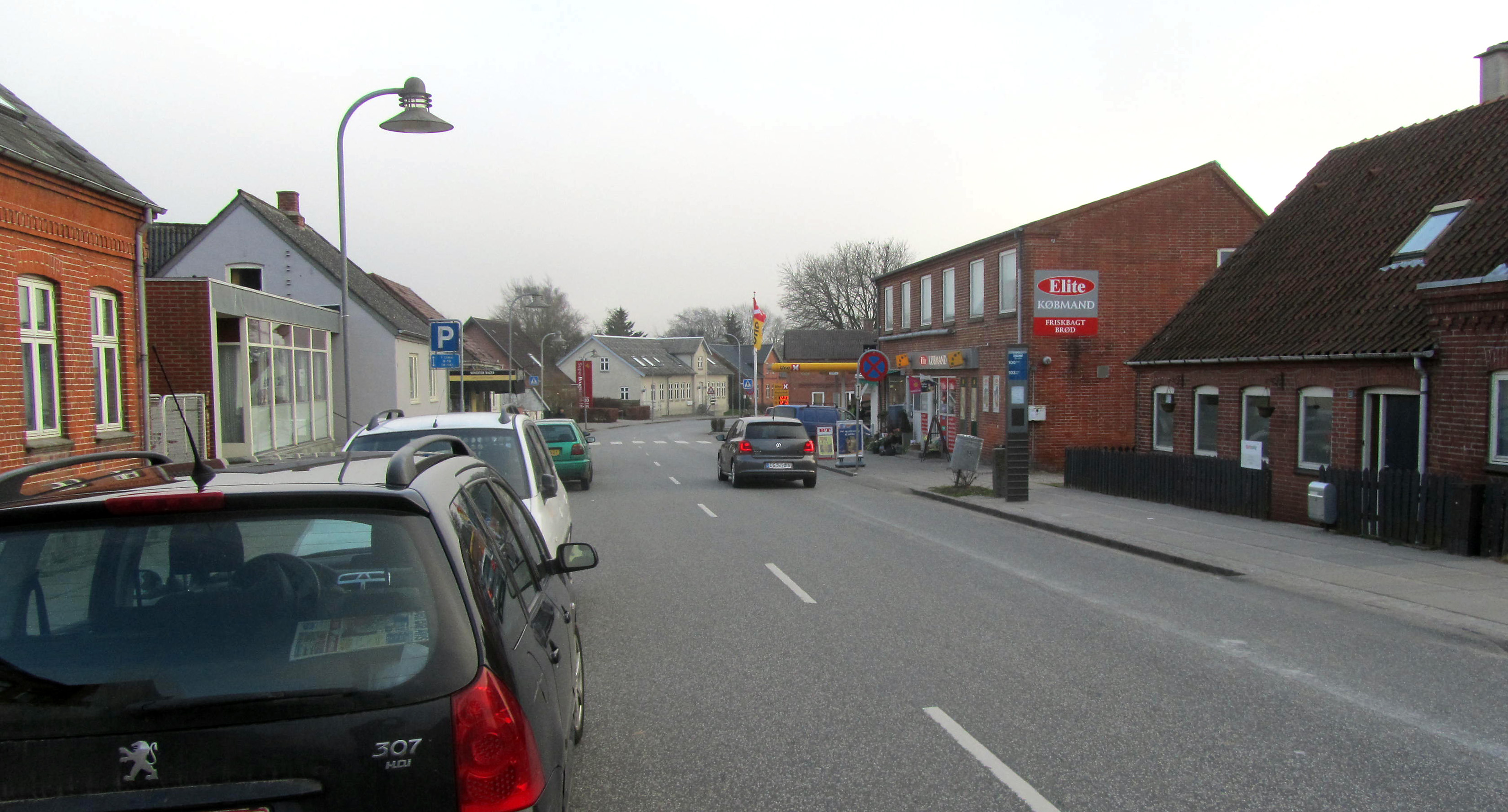
La rue principale de Malling, Bredgade, vue vers le sud.

Malling Bio est l'un des rares cinémas locaux encore utilisés conformément à leur objectif initial. Grâce à des levées de fonds et à une importante contribution de la fondation Salling, le cinéma actuel (2015) est entièrement numérisé et peut projeter les derniers films.
La gare de Malling se trouve sur la ligne ferroviaire Odder-Grenå, qui relie Odder à Aarhus et Grenå, ce qui permet à Malling d'avoir une zone industrielle et commerciale importante. La vie commerciale de la ville est centrée dans le quartier de la gare, où l'on trouve une pharmacie, des supermarchés, des magasins de vin et de spécialités, un fleuriste et un brocanteur.
Sur la rue principale, il y a aussi une station-service et un garage automobile.
La ville a connu une forte augmentation du prix des logements ces dernières années et de nombreuses nouvelles constructions.
Malling est devenue connue au Danemark en 1992, quand Jacob Haugaard a envoyé des émissions de télévision à partir du château d'eau dans son jardin.

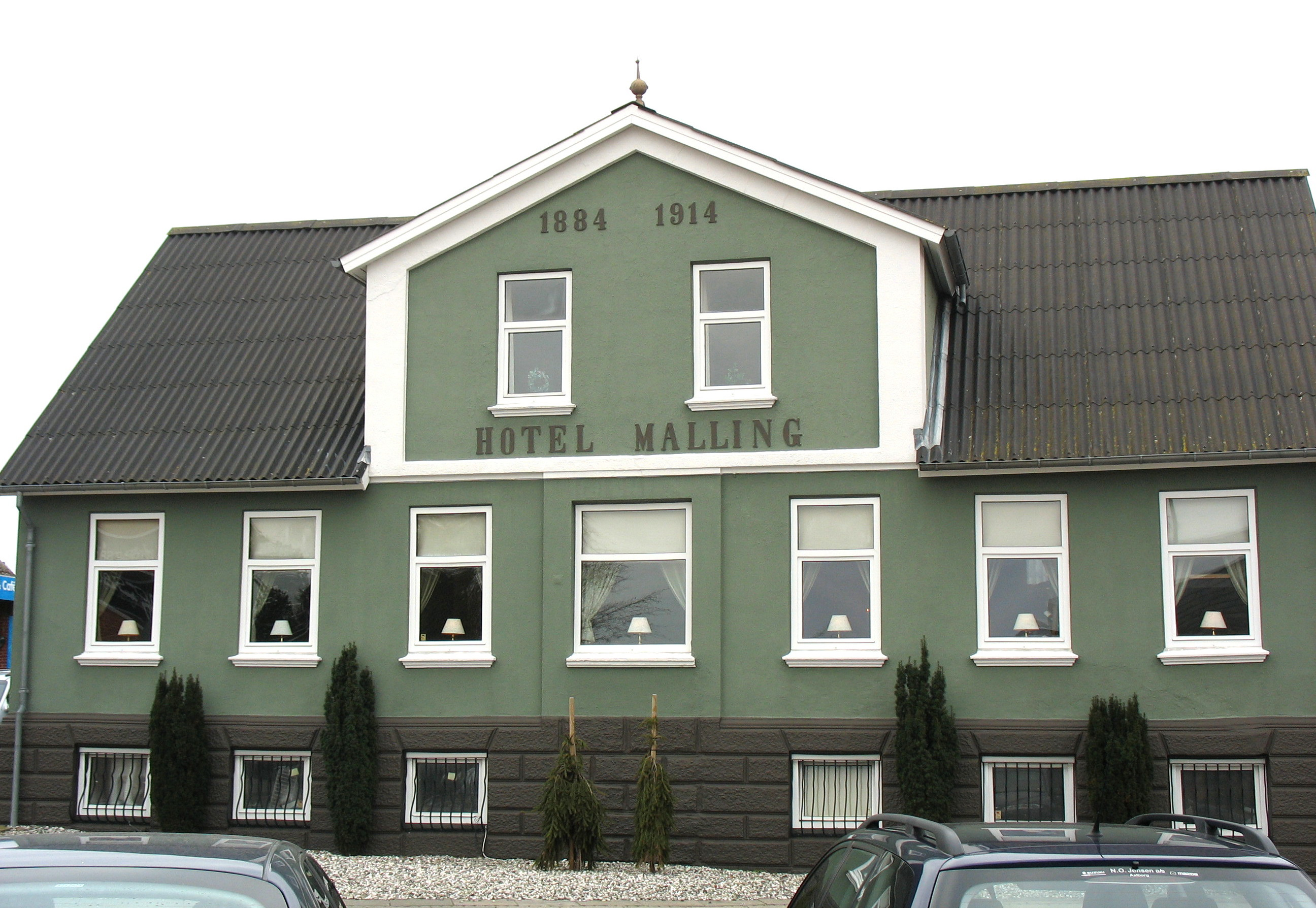
L'auberge Malling Kro.

## Jumelages

Cavriglia, Italie (depuis 2010)

## Personnes célèbres originaires de Malling
- Kaare Norge (né en 1963), musicien danois, spécialiste de guitare classique.
- Kim Andersen (né à Malling en 1958), ancien cycliste sur route professionnel et directeur sportif.
- Jacob Haugaard (né en 1952), comédien, animateur et homme politique qui a habité à Malling de nombreuses années.
- Steen Bostrup, présentateur des actualités / animateur de radio.
- Susanne Nielsson (née en 1960), nageuse.
- Bjørn Kristensen (né à Malling en 1963), ancien joueur de football professionnel danois qui a fait partie des équipes d'Aarhus Gymnastikforening et de Newcastle United F.C. Il a participé à 20 matches et marqué deux buts pour le Danemark.
- Lene Kaaberbøl (née en 1960), auteure danoise qui a grandi à Malling.

## Remarques
1. ↑  Statistikbanken Tabel BEF44
2. ↑  Endelig: Ny rundkørsel i Malling | stiften.dk
3. ↑  800 nye boliger: Masser af byvækst på vej i Malling | stiften.dk
4. ↑  Boligområde - Serinedalen, Malling (grundsalgaarhus.dk)
5. ↑  Pedersen, s. 195
6. ↑  Frandsen, bilagskort
7. ↑  J.P. Trap: Kongeriget Danmark; 2. Udgave 6. Deel. Amterne Aarhus, Vejle, Ringkjøbing, Ribe og Færøerne. Sted-Register og Supplement; Kjøbenhavn 1879; s. 61
8. ↑  J.P. Trap: Kongeriget Danmark; 3. Udgave 5. Bind: Aarhus, Vejle, Ringkjøbing, Ribe og Færø Amter samt Supplement og Stedregister; Kjøbenhavn 1904; s. 153
9. ↑  Folketællingen 1916, s. 70
10. ↑  Folketællingen 1935, s. 178
11. ↑  Folketællingen 1940, s. 129
12. ↑  Danmarks Statistik: Statistisk Tabelværk Femte Række, Litra A Nr. 20: Folketællingen i Kongeriget Danmark den 5 . November 1930; København 1935; s. 146
13. ↑  Statistiske Undersøgelser Nr. 10: Folketal, areal og klima 1901-60; Det Statistiske Departement, København 1964; s. 189
14. ↑  Statistiske Meddelelser 1968:3: Folkemængden 27. september 1965 og Danmarks administrative inddeling; Danmarks Statistik, København 1968; s. 16
15. ↑  Statistisk Tabelværk 1969:II Folke- og boligtællingen 27. september 1965; Danmarkls Statistik, København 1969; s. 59
16. ↑  Kaufmann, s. 45

## Littérature
- Karl-Erik Frandsen : Vang og tægt. Studier over dyrkningssystemer og agrarstrukturer i Danmarks landsbyer 1682-83 (Bygd 1983),  (ISBN 87-87293-25-0)
- Henrik Pedersen : De danske Landbrug fremstillet paa Grundlag af Forarbejderne til Christian V.s Matrikel 1688. Publié après sa mort aux frais de la Fondation Carlsberg (Copenhague MCMXXVIII; Reprotryk pour Landbohistorisk Selskab, Copenhague 1975),  (ISBN 87-7526-056-5)